# DeCordova
DeCordova är en ort i Hood County i Texas. 2018 uppskattade United States Census Bureau folkmängden i DeCordova till 2 997 invånare. Kommunen grundades officiellt år 2000 som det nya millenniets första nya kommun i Texas. Orten har fått sitt namn efter bosättaren Jacob De Cordova från 1800-talet och har smeknamnet Millennium City.